# Limbaži
Limbaži (németül: Lemsal, észtül: Lemsalu, lívül: Limbaž) Lettország egyik legrégebbi városa. A középkorban a Hanza-szövetség tagja volt.

## Fekvése
Limbaži Rigától északkeletre helyezkedik el, nagyjából félúton a főváros és az észt határ között, mindössze 20 km-re a Rigai-öböl partjától.

## Története
A 12-13. században Lemisele néven Ős-Livónia Metsepole grófságához tartozott, és erődítmény állt itt. 1223-ban Albert rigai püspök várat építtetett, amely körül Lemsahl néven alakult ki az új település. Limbaži 1385-ben kapott városi jogokat, és ekkor lett a Hanza-szövetség tagja. A 16. századig a Limbaži élénk kereskedelmi életének köszönhetően Riga után Livónia második legjelentősebb városa volt. A város hanyatlása a települést a tengerparttal összekötő Svētupe folyó elhomokosodásának a következménye volt, a kereskedelmi hajók ugyanis nem tudtak felhajózni a városig.
1558-ban a livóniai háború idején IV. (Rettegett) Iván elfoglalta a várost, majd az többször gazdát cserélt. A svédek 1602-ben a svéd–lengyel háború során foglalták el ismét, és teljesen lerombolták. Ezt követően az erődítményt többet nem építik újra, a város elveszti jelentőségét. Egy 17. századi összeírás mindössze 44 lakóépületet jegyez fel benne. 1747-ben teljesen leégett, a tüzet követően mindössze 2 ház maradt lakható. A város végül 1775-ben került orosz kézre.
Limbaži fejlődése a 19. század végén indult újra. 1870-ben épült a város evangélikus temploma, 1903-ban pedig az ortodox templom, ami Lettország egyik legszebb ortodox temploma.

## Kultúra, oktatás
Limbažiban tanított 1882-től haláláig, 1905-ig Kārlis Baumanis, Lettország nemzeti himnuszának szerzője.

## Látnivalók
- Az 1903-ban épült ortodox templom Lettország egyik legszebb ortodox temploma, nagy számú, a 19. század elején festett ikonnal.
- Kārlis Baumanis sírja a temetőben.

## Limbaži testvérvárosai
- Anklam, Németország